# کسی کیج
کاساندرا کارلتون کیج ملقب به کَسی کِیج (به انگلیسی: Cassie Cage) یکی از شخصیت‌های ساختگی مجموعه بازی‌های مبارزه‌ای مورتال کامبت است. اولین حضور کسی کیج در مورتال کامبت اکس و به عنوان یکی از اعضای گروه نیروهای ویژه اتفاق افتاد. کسی دختر جانی کیج و سونیا بلید دو تن از محافظین اصلی زمین می‌باشد و دوستی نزدیکی با جکی بریگز دختر جکس دارد.
حرکات کسی کیج تلفیقی از حرکات پدر و مادرش است و اخلاقیات این کاراکتر نیز شباهت بسیاری به سونیا و جانی دارد؛ کَسی به اندازه مادرش با اراده و به اندازه پدرش نیز باهوش است که همین خصلت‌ها او را در نیروهای ویژه محبوب کرده‌است. کسی در گروه نیروهای ویژه رهبری یک گروه متشکل از جکی بریگز، تاکیدا تاکاهاشی و کونگ جین را بر عهده داشت.
در رویدادهای مورتال کامبت ۱۱ پس از کشته شدن سونیا بلید، کسی رهبری گروه نیروهای ویژه را به جای مادرش برعهده گرفت.